# Parti nationaliste (Côte d'Ivoire)
Pour les articles homonymes, voir Parti nationaliste.
Le Parti Nationaliste généralement appelé le PANA, était un parti politique  clandestin ivoirien d'opposition, fondé à Abidjan en 1967. Dirigé par Christophe Kragbé Gnagbé, il a immédiatement été supprimé par le régime présidentiel d'Houphouët-Boigny et Christophe Gnagbé fut arrêté. Gnagbé a dû publiquement annoncer la non existence du PANA. Plus personne n'a eu des nouvelles de Christophe Kragbé Gnagbé, après son arrestation par les forces du régime d'Houphouet-Boigny.